# Karl Dinklage
Karl Dinklage (* 10. Oktober 1907 in Dresden; † 29. August 1987 in Klagenfurt) war ein deutscher Archivar, Historiker und Sachbuch-Autor.

## Leben
Dinklage studierte Geschichtswissenschaft in München und arbeitete nach seiner Promotion 1935 sieben Jahre am Südostinstitut der Universität München. 1942 ging er nach Klagenfurt, wo die Gründung eines Instituts für Kärntner Landesforschung der Universität Graz erfolgt war. Nach dem Zweiten Weltkrieg wurde die nationalsozialistische Einrichtung geschlossen, und Dinklage stand mit seiner kinderreichen Familie ohne Einkommen da. Viele Jahre arbeitete er als freiberuflicher Wissenschaftler und widmete sich wirtschafts- und sozialgeschichtlichen Themen, die zu einem Teil seines wissenschaftlichen Lebenswerkes wurden. Diese Auftragsarbeiten umfassten bäuerliche Hof-, Firmen- und Ortsgeschichten. Für die Kammerorganisationen verfasste Dinklage die Geschichte der Kärntner Wirtschaft, der Landwirtschaft und des Arbeiterstandes.
1958 erhielt Dinklage im Alter von 51 Jahren eine Anstellung als Archivar im Kärntner Landesarchiv. Zu jener Zeit war er vielfach die einzige wissenschaftliche Kraft, die den Archivbenützern zur Verfügung stand. Nach 14 Dienstjahren ging er mit Erreichen der Altersgrenze 1972 in Pension. 1975 wurde er Professor für Wirtschafts- und Sozialgeschichte an der Universität Wien. Außerdem hatte es sich Dinklage zur Lebensaufgabe gemacht, dem Schriftsteller Robert Musil in seinem Klagenfurter Geburtshaus in der Bahnhofstraße eine Gedenkstätte besonderer Art zu errichten. Schon 1960 erschien sein Buch zur Lebensgeschichte und zum Werk Musils aus historischer, literaturgeschichtlicher und zeitgenössischer Schau, 1961 erfolgte die Gründung des Vereins Musil-Archiv, und den Höhepunkt seines Bemühens bildete 1980 die Eröffnung des Musil-Museums.
Karl Dinklage gehörte der religiösen Gemeinschaft der Zeugen Jehovas an und wurde auf dem Krumpendorfer Friedhof in Pirk zu Grabe getragen.

## Publikationen (Auswahl)
- Würzburg im Frühmittelalter. In: Vor- und Frühgeschichte der Stadt Würzburg (= Mainfränkische Heimatkunde. Band 3). Verlag Universitätsdruckerei H. Stürtz AG, Würzburg 1951.
- Geschichte der Kärntner Landwirtschaft. In: Geschichte der Kärntner Landwirtschaft und bäuerliche Volkskunde. Klagenfurt 1966. (Gemeinsam mit Helmut Prasch, Konrad Erker und Franz Koschier). (ohne ISBN)
- Kärnten um 1620 – Die Bilder der Khevenhüller-Chronik. Edition Tusch Buch- und Kunstverlag Ges.m.b.H. Wien, Wien 1980. (ohne ISBN)
- Geschichte der Kärntner Arbeiterschaft, Band 1. Verlag Johannes Heyn, Klagenfurt 1976. (ohne ISBN)
- Geschichte der Kärntner Arbeiterschaft, Band 2. Verlag Johannes Heyn, Klagenfurt 1982. (ohne ISBN)